# Archilejeunea fuscescens
Archilejeunea fuscescens là một loài Rêu trong họ Lejeuneaceae. Loài này được (Hampe ex Lehm.) Fulford mô tả khoa học đầu tiên năm 1942.